# Cycas micronesica
Espèce
Statut de conservation UICN

 EN A3ce : En danger
 IUCN3.1 
Statut CITES
Cycas micronesica est une espèce de plantes arborescentes appartenant au genre Cycas (famille des Cycadaceae), trouvé en Micronésie dans le groupe des Îles Mariannes et dans l'est des îles Caroline.
Son feuillage évoque celui d'un palmier (mais il n'y a pas de parenté avec les palmiers ; ce n'est ni un palmier, ni une fougère arborescente, ni tout à fait un arbre).
Cette espèce d'abord confondue avec Cycas rumphii ou Cycas circinalis n'a été décrite qu'en 1994 par le botaniste Ken Hill.
Cycas micronesica s'est fait connaitre des scientifiques du monde entier par son association avec une maladie rare, le « syndrome de Guam », une maladie neurodégénérative atypique (dite Lytico-Bodig disease par les anglophones), causée par l'ingestion d'une neurotoxine produite par cet arbre (dont les graines et les fruits étaient consommés par des animaux traditionnellement chassés et consommés par la population locale de Guam jusque dans les années 1960). Elle est aujourd’hui pratiquement disparue.

## Habitat
Cette espèce vit en forêt ou à proximité de forêts denses, sur des substrats d'origine corallienne ou occasionnellement sur des sols volcaniques.

## Statut, menaces, pressions, conservation
Cycas micronesica a disparu d'une grande partie de son aire de répartition. Il a d'abord régressé à la suite des déforestations, de la Seconde Guerre mondiale, de la périurbanisation et, surtout depuis les années 2000, à la suite de l'introduction d'un insecte de la famille des Diaspididae : Aulocapsis yasumatsui détecté pour la première fois dans l'île de Guam en décembre 2003.
Selon l'UICN, cet arbre était encore localement commun en 1990. La population de référence située au nord de l'île de Guam est passé de 686 individus début 2004 (avant que l'insecte n'ait gagné cet habitat) à 87 individus en janvier 2007. Toutefois, toujours selon l'UICN, d'importantes mortalités étaient constatées avant l'arrivée de l'Aulacaspis : un papillon bleu arrivé en 2005 a colonisé l'île en quelques mois, plusieurs arthropodes nuisibles préexistants semblent avoir affaibli les plantes, et beaucoup de morts d'exemplaires de C. micronesica entre 2005 et 2010 résultent d'invasions de longicorne de l'espèce Dihammus marianarum. Par ailleurs, un escargot exotique envahissant (Satsuma mercatorius) a également commencé à se nourrir des jeunes feuilles et constitue maintenant une menace de plus.
Ces comportements nouveaux de la part d'organismes déjà connus pourraient être permis par un affaiblissement des plantes qui ne parviendraient plus à produire les molécules défensives qui habituellement éloignent les prédateurs ou limitent leur activité à des seuils non néfastes.